# Minigiaq
Minigiaq, tidigare benämnd Bear Island, är en ö i Kanada.   Den ligger i territoriet Nunavut, i den centrala delen av landet, 3 000 km nordväst om huvudstaden Ottawa. Arean är 13,5 kvadratkilometer.
Terrängen på Minigiaq är platt. Öns högsta punkt är 171 meter över havet. Den sträcker sig 8,3 kilometer i nord-sydlig riktning, och 7,0 kilometer i öst-västlig riktning.